# ЛОМО Компакт-Автомат
ЛОМО Компакт-Автомат (ЛК-А, LC-A) — компактный малоформатный фотоаппарат шкального типа с автоматическим управлением экспозицией в режиме программного автомата. Благодаря особенностям этой камеры появилось современное направление любительской фотографии, получившее название «ломография». Первая советская компактная камера, не нуждающаяся в футляре.
Фотоаппарат оснащён автоматическим электронным затвор-диафрагмой, управляемым экспонометрическим устройством с внешним CdS фотоприёмником.
Камера отличается прочным пластмассовым корпусом с закрывающимся металлическими шторками светосильным объективом и видоискателем, лёгкостью и компактностью, а также простотой использования.
Образцом для конструирования являлся японский фотоаппарат «Cosina CX-2».
В годы наиболее массового производства «ЛОМО-компакт» их выпускали до 15 тысяч штук в месяц.

## Модификации
- «ЛОМО Компакт-А, LOMO LC-A» — (1982—1994), (1994—2005). Производство на ЛОМО. Производство было свернуто в 1994 году, однако возобновлено в середине 90-х усилиями энтузиастов из Вены, организовавших ломографическое сообщество (см. ломография) и продолжалось на российском заводе ЛОМО вплоть до 2005 года[5].
- «ЛОМО Компакт-М, LOMO LC-M» — (1986—1987) выпущена небольшая партия 1000 шт. на ЛОМО. Улучшен затвор, 2сек.-1/500сек. Корпус выглядит похоже на Cosina CX-2, оформлен желто-красными надписями, с изображением звездочек слева и права от объектива[6].
- «ЛОМО Компакт +, LOMO LC-A +» — (2006- по настоящее время. Модель была представлена в 2006 году и производство перенесено в Китай.
- «LOMO LC-W» — (от англ. Wide) модификация с 17 мм широкоугольным объективом Minigon 17mm f/4,5 . Справа и слева от кожуха объектива красные полосы. Элементы питания рекомендованные для использования производителем: 3x AG13 / LR44 / 357 / SR44[7].
- «LOMO LC-A 120» — (с 2014) Производство Китай. Модификация «LOMO LC-A +» с размером кадра 6х6 под плёнку 120 мм (Средний формат). Объектив широкоугольный 38 mm f/4.5 Minigon XL (фокусное расстояние 21 мм в  эквиваленте к плёнке 35 мм). Минимальная дистанция фокусировки 0,6 м. Выбор светочувствительности плёнки от 100 до 1600 ISO. Имеется переключатель в режим мультиэкспозиции. Визуально выглядит как «LOMO LC-A» вытянутый по горизонтали[8].

## Варианты оформления
Фотоаппарат «ЛОМО Компакт-Автомат» выпускался в разных вариантах оформления.
- - В некоторые страны экспортировался под маркой «ZENITH» (также есть версии с надписью «ZENITH» вместо надписи «LOMO»/«ЛОМО» слева от объектива)
  - Выпущенный к XXVII съезду КПСС (1986) - около 6000 шт. На верхней панели - небольшой объемный значок в виде развевающегося красного знамени с бронзовым обрамлением и буквами. Текст на значке внутри знамени, каждое слово - отдельной строкой: «XXVII съезд КПСС».
  - Выпущенная к 20-му съезду ВЛКСМ (1987) - Выдавалась делегатам съезда. На верхней панели белой краской - «ХХ съезд ВЛКСМ», слова написаны поверх "ХХ".
  - Выпущенная к 10-летию «Ломографии» и 90-летию «ЛОМО» (1997) - 936 шт. Отделан коричневой кожой «под аллигатора». Сзади - белый значок с изображением динозавра и буквами черно-красного цвета, дизайн которого разработал российский художник Александр Джикия, один из первых ломографов. Текст значка - «LOMO CTO 9О + 1O».
  - Lomo LC-A+ Silver Lake (2012) - 1000 шт. Выпущена ломографическим обществом. Линзы изготовлены в России на ЛОМО, детали и сборка - в Китае. Корпус выполнен из хрома и отделан натуральной кожей коричневого цвета. По бокам кожуха, закрывающего объектив, есть напраляющие для установки различных адаптеров на объектив (Fisheye Adaptor, Wide Angle Lens, Splitzer). Расширенный диапазон светочувствительности плёнок - от ASA 100 до ASA 1600. Возможность взвода без перемотки плёнки, чтобы сделать наложение (мультиэкспозицию).
  - Lomo LC-A+ Russia Day Limited Edition (2011) - 2000 шт. Выпущена ломографическим обществом. Корпус чёрный,  отделан красной кожей, вокруг объектива снизу - 3 белых окружности, сверху надпись «RUSSIA DAY 2012».
  - LC-A+ RL Russian Lens
  - LC-A+ Gold
  - LC-A+ No Nukes
  - LC-A+ White Edition
  - LC-A+ 25th Anniversary Edition Lomo - К 25-летию ломографического общества. Чёрный корпус, отделка красной кожей, вокруг объектива - кольцо белой краской, начиная слева, вокруг объектива - кремовыми буквами «25 YEARS», далее - белыми буквами «OF THE LOMOGRAPHIC SOCIETY INTERNATIONAL», под объективом - 2 кремовых полукруга, между которыми белым шрифтом написано «SINCE 1992», на задней крышке в 4 строки выбита надпись «25 YEARS NO RULES HAPPY MISTAKES ANALOGUE LOVE».
  - Lomo LC-W 25th Anniversary Edition Lomo - К 25-летию ломографического общества. Чёрный корпус, отделка красной кожей, вокруг объектива - кольцо белой краской, под объективом - кремовым 8-битным шрифтом - «25 YEARS», ниже - строкой белым цветом обычным шрифтом «of LOMOGRAPHY», на задней крышке в 4 строки выбита надпись «25 YEARS NO RULES HAPPY MISTAKES ANALOGUE LOVE».
  - Lomo LC-120 25th Anniversary Edition Lomo - К 25-летию ломографического общества. Чёрный корпус, отделка красной кожей, над объективом - кремовым 8-битным шрифтом - «25 YEARS» и белым цветом обычным шрифтом - «of LOMOGRAPHY», под объективом - 2 кремовых полукруга, между которыми белым шрифтом написано «SINCE 1992», на задней крышке в 4 строки выбита надпись «25 YEARS NO RULES HAPPY MISTAKES ANALOGUE LOVE».

## Технические характеристики
- Тип применяемого фотоматериала — перфорированная фотокиноплёнка шириной 35 мм (фотоплёнка типа 135) в стандартных кассетах. Размер кадра — 24×36 мм.
- Корпус компактный пластмассовый. Объектив и видоискатель в транспортном положении закрываются металлическими шторками, происходит блокировка кнопки спуска затвора и отключение источника питания.
- Взвод затвора сблокирован с перемоткой плёнки.
- Задняя стенка корпуса откидывается на петлях, скрытый замок задней стенки, автоматический самосбрасывающий счётчик кадров.
- Объектив — «Минитар-1»
  - Фокусное расстояние — 32 мм
  - Относительное отверстие — 1:2,8
  - Угол поля зрения объектива — 63 градуса
  - Пределы фокусировки — от 0,8 м до бесконечности
  - Значения диафрагм — от 2,8 до 16
- В автоматическом режиме электронноуправляемый двухлепестковый залинзовый затвор-диафрагма отрабатывает бесступенчато выдержку от 1/500 секунды при диафрагме 16 до выдержки в несколько секунд при диафрагме 2,8 (в условиях очень плохой освещённости выдержка может составлять несколько десятков секунд). Имеется светодиодный контроль длительной выдержки (более 1/15 секунды). Выдержка «B» отсутствует.
- Диапазон светочувствительности фотоплёнки — от 25 до 400 ед. ГОСТ (ISO) (от 100 до 1600 ед. ГОСТ (ISO) у модификаций «LCA+» и «LC-М»).
- Установка светочувствительности фотоплёнки производится диафрагмированием объектива сернисто-кадмиевого (CdS) фоторезистора.
- Источник питания фотоаппарата — три элемента СЦ-32 (современный аналог LR44, AG12, либо один элемент GP 11а). Имеется светодиодный контроль источника питания.
- Видоискатель — оптический телескопический параллаксный, с кадроограничительными рамками.
- Фокусировка ручная по шкале расстояний (фиксированные значения 0,8 м; 1,5 м; 3 м; бесконечность). Шкала расстояний в виде символов отображается в поле зрения видоискателя.
- Синхронизация фотовспышки — «X», центральный синхроконтакт.
- Выдержка синхронизации с фотовспышкой — 1/60 с. при ручной установке диафрагмы от 2,8 до 16. В этом режиме возможна неавтоматическая установка экспозиции.
- Резьба штативного гнезда — 1/4" дюйма.
- Автоспуск отсутствует.

## Галерея
|                                       |                                                             |                                                           |                  |                                     |                                                 |
| Фотоаппарат с открытой задней стенкой | Фотоаппарат «ЛОМО Компакт-Автомат» в транспортном состоянии | Нижняя крышка с деталями для установки моторной приставки | Узел фокусировки | Узел управления автоматикой затвора | Узел установки светочувствительности фотоплёнки |

## Дополнительные принадлежности
Журнал «Советское фото» в 1984—1985 позиционировал фотоаппарат «ЛОМО Компакт-Автомат» как первую советскую компактную системную камеру. Для совместного использования с фотоаппаратом предназначались:
- Бокс для подводной съёмки «Краб».
- Фотовспышка «Электроника ФЭ-26 Данко» — первая советская компактная фотовспышка только с батарейным питанием (масса без двух элементов типа АА — 100 г.).
- На нижней крышке корпуса камеры имеются электрические контакты и шлиц вала приёмной катушки для присоединения моторной приставки. В журнале «Советское фото» (1985 год) было заявлено о предстоящем выпуске моторной приставки для фотоаппарата «ЛОМО Компакт-Автомат». Выпускалась ли приставка серийно — неизвестно.

Так же Ломографическим обществом разработан и выпускается ряд современных акссесуаров и принадлежностей.

## Преимущества и недостатки фотоаппарата

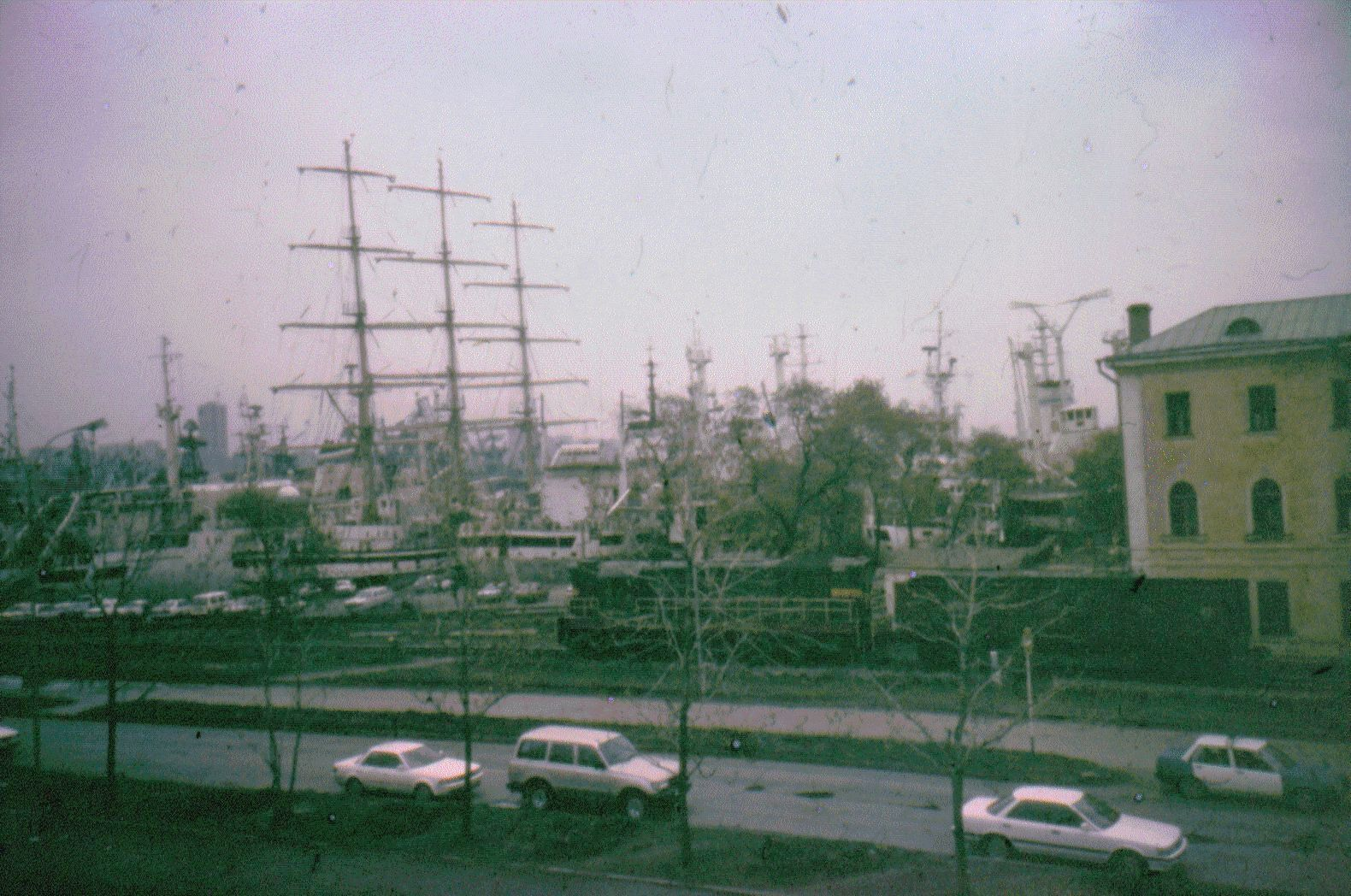
Пример виньетирования

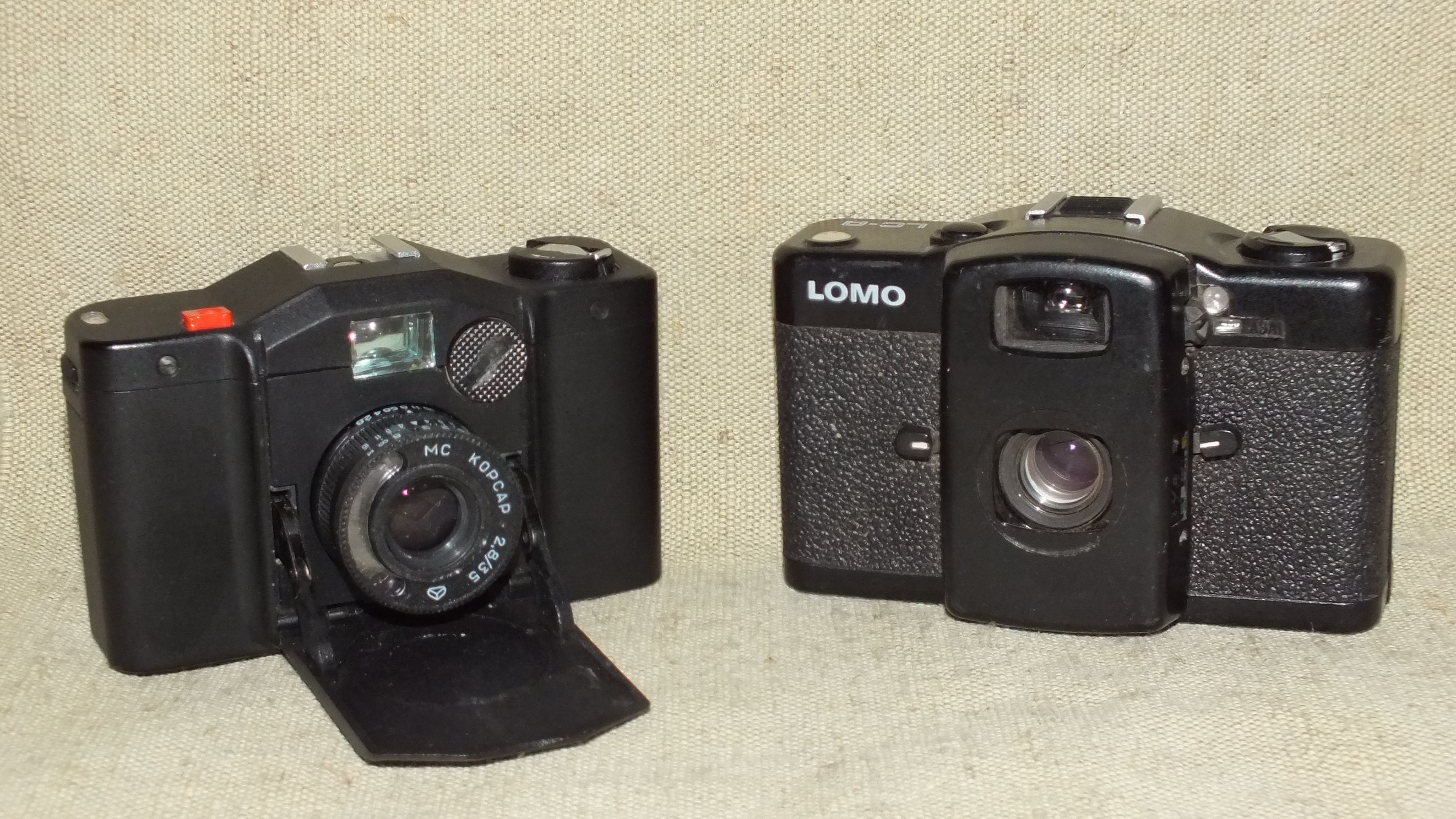
«Киев-35А» и «ЛОМО Компакт-Автомат»

- Фотоаппарат выполнен в компактном, лёгком и прочном корпусе. Футляр для переноски не требуется.
- Объектив и видоискатель закрывается металлическими шторками, в закрытом состоянии блокируется кнопка спуска и отключается электропитание камеры.
- Аппарат всегда готов к немедленному использованию, этому способствует автоматическая экспонометрия камеры.
- Объектив камеры обеспечивает большую глубину резко изображаемого пространства.
  - Широкоугольный объектив даёт заметное виньетирование и подушкообразные искажения. Последователи ломографии это недостатком не считают, считая, что это придаёт снимкам неповторимость.
  - Электронная схема фотоаппарата имеет относительно большое энергопотребление. В модификациях «LC-M» и «LC+» энергопотребление несколько уменьшено.
  - Отсутствует резьба под спусковой тросик.
  - Без источников питания фотоаппарат полностью неработоспособен.
  - Вызывает нарекания постоянное свечение светодиода контроля источника питания красного цвета (по отзывам читателей журнала «Советское фото»).

В СССР фотоаппарат выпускался со Знаком качества.

## Ломография
Фотоаппарат «ЛОМО Компакт-Автомат» и снимки, сделанные с его помощью способствовали появлению нового направления в фотографии — ломографии.

## «Смена-18»
На ЛОМО на базе камеры «ЛОМО Компакт-Автомат» был разработан шкальный фотоаппарат «Смена-18» без экспонометрического устройства (с ручной установкой экспозиции). Серийно не выпускался.